# Zdzitów (sielsowiet Zdzitów)
Zdzitów (biał. Зьдзітава, ros. Здитово) – wieś (właściwie agromiasteczko) na Białorusi, w obwodzie brzeskim, w rejonie bereskim, w sielsowiecie Zdzitów.

## Geografia
Wieś położona nad Jasiołdą, w pobliżu miejscowości Uhlany, Szylin, Stryhin, Nowe, Dziahelec. Na północny wschód od Zdzitowa łączy się droga republikańska R84 z drogą magistralną M1.

## Historia
W czasach zaborów wieś znajdowała się w granicach Imperium Rosyjskiego, w guberni mińskiej, w powiecie prużańskim, w gminie Bereza.
W okresie międzywojennym miejscowość należała początkowo do gminy Bereza Kartuska w powiecie prużańskim województwa poleskiego II Rzeczypospolitej. 